# Blattfedergabel

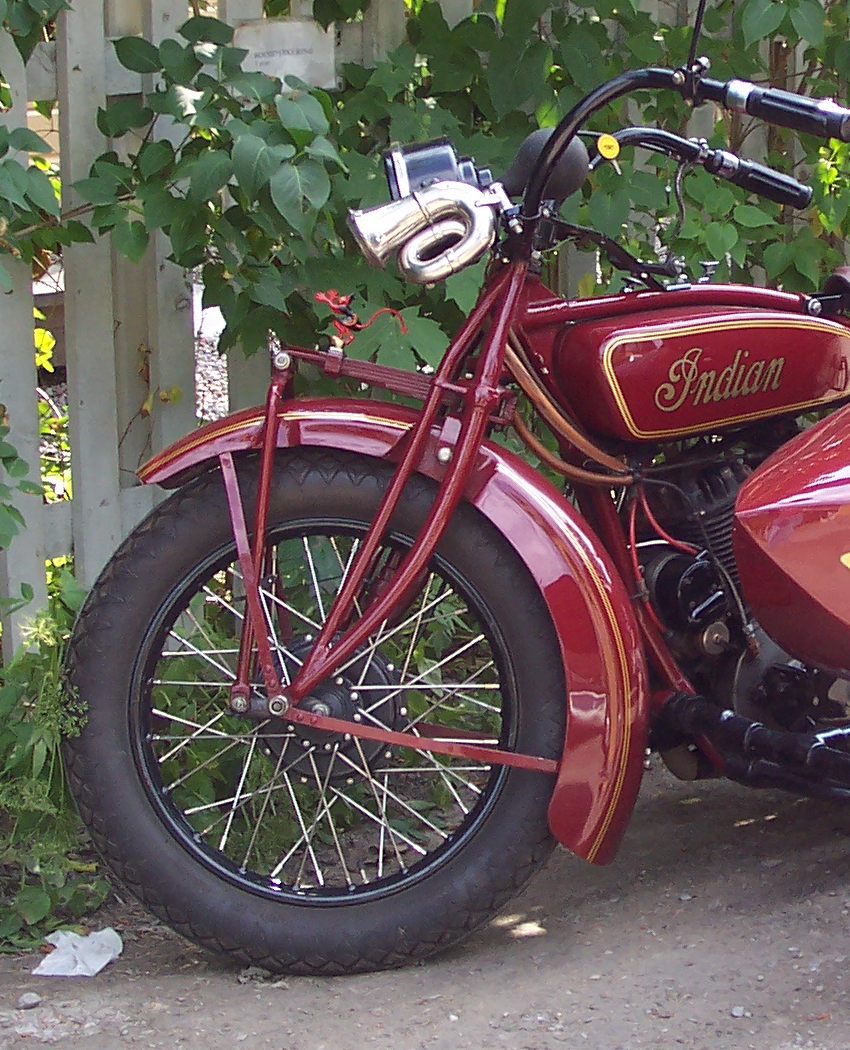
Motorrad von Indian Motocycle Company mit Blattfedergabel

Die Blattfedergabel ist eine Bauart der Vorderradgabel am Motorrad. Die erste Blattfedergabel stammt vom belgischen Hersteller Minerva, der diese Konstruktion 1905 vorstellte. Das Reiben der Federblätter der Blattfeder aneinander dämpft die Bewegung.
Teils wurde das Dämpfen der Vorderrad-Schwingungen nicht allein der inneren Reibung der Blattfedern überlassen, sondern mit seitlichen Reibscheiben eine zusätzliche, einstellbare Dämpfung installiert.
Die limitierten Federungs- und Dämpfungseigenschaften solcher Konstruktionen wurden mit zunehmenden Motorleistungen und Geschwindigkeiten – bei fortdauernd schlechten Straßen und noch nicht vorhandenen Autobahnen – zusehends gefährlich. Prominentes Beispiel ist die BMW R 16, deren OHV-gesteuerter Motor mit 33 PS Geschwindigkeiten von mehr als 130 km/h ermöglichte – auf den Straßen der frühen 30er Jahre eine extrem gefährliche Angelegenheit, die Leistung der Maschine auszunutzen. Kuriere des NSKK fuhren – teils nachts – zwischen Berlin und München mit solchen Motorrädern, und verunglückten bei extremer Fahrweise öfter. Die Einführung der ersten hydraulisch gedämpften Telegabel des ansonsten gleich gebliebenen Nachfolgemodells BMW R 17 änderte dann ab 1936 diese Situation.
Die Blattfederung sieht man meist an alten Motorrädern mit gezogener Kurzschwinge, jedoch sind auch geschobene Schwingen mit Blattfederung bekannt.
Blattfedern wurden an Motorrädern auch für die Hinterradfederung verwendet.

## Technik und Anwendung
Bei der Blattfedergabel wird das Vorderrad an kurzen Schwingarmen, unterstützt von einer senkrecht stehende Hilfsgabel, geführt. Auf die Hilfsgabel wirkt eine viertelelliptische Blattfeder, die unter dem Gabelschaft eingespannt ist.
Bei Minerva waren in den Scheiden der Hilfsgabel zusätzliche Federn eingebaut. Sie war an der Hauptgabel in einer Gradführung verschiebbar gelagert.
In größeren Stückzahlen wurde die Blattfedergabel mit gezogener Kurzschwinge an der Hauptgabel bei Indian von 1910 bis 1946 gebaut; die Blattfedergabel war ein typisches Erkennungsmerkmal von Indian-Motorrädern.
BMW baute Blattfedergabeln mit gezogener Kurzschwinge von 1923 bis 1936, bis zur Einführung der Teleskopgabel.

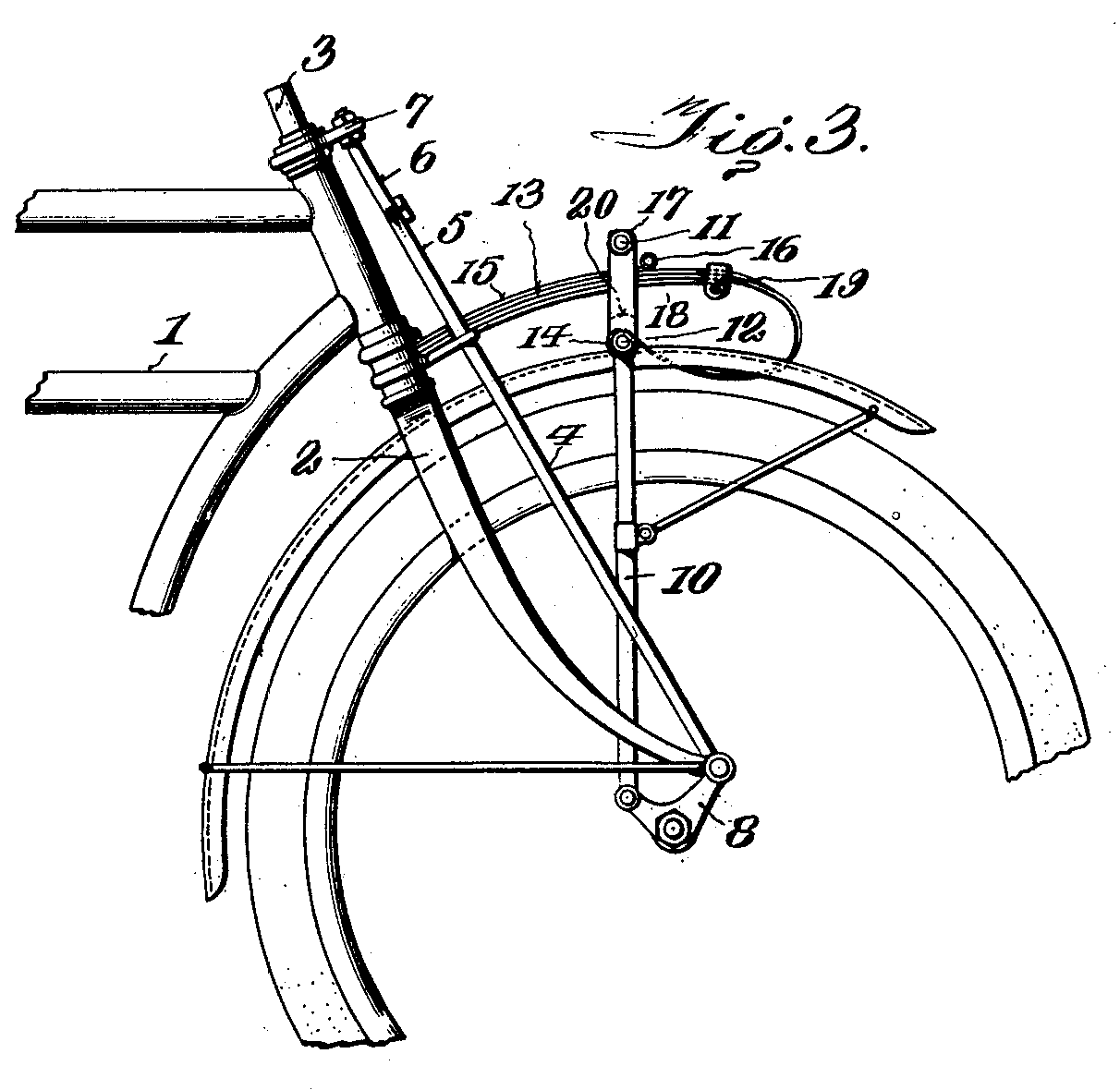
Zeichnung aus US-Patent US1101435
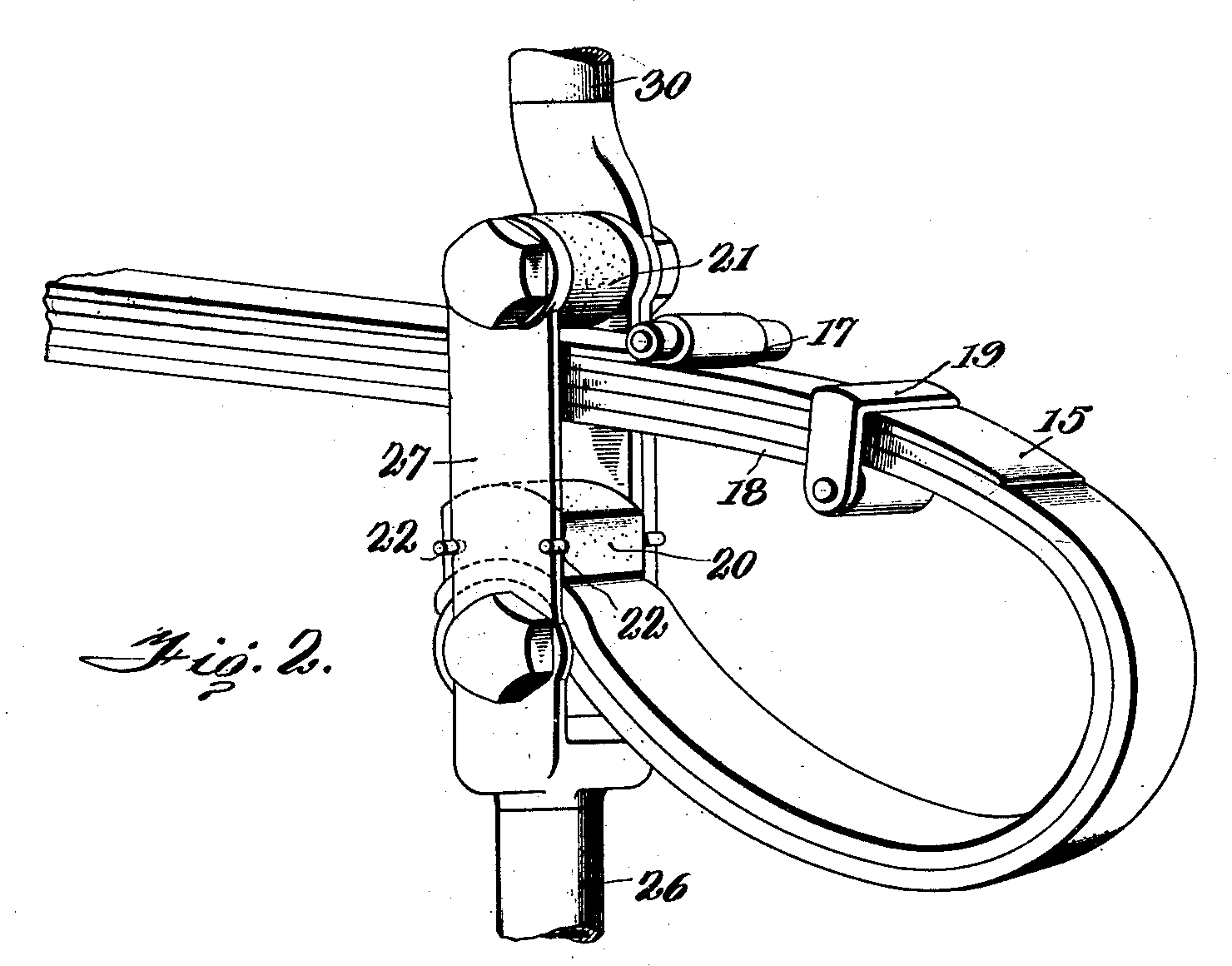
Zeichnung aus US-Patent US1101435
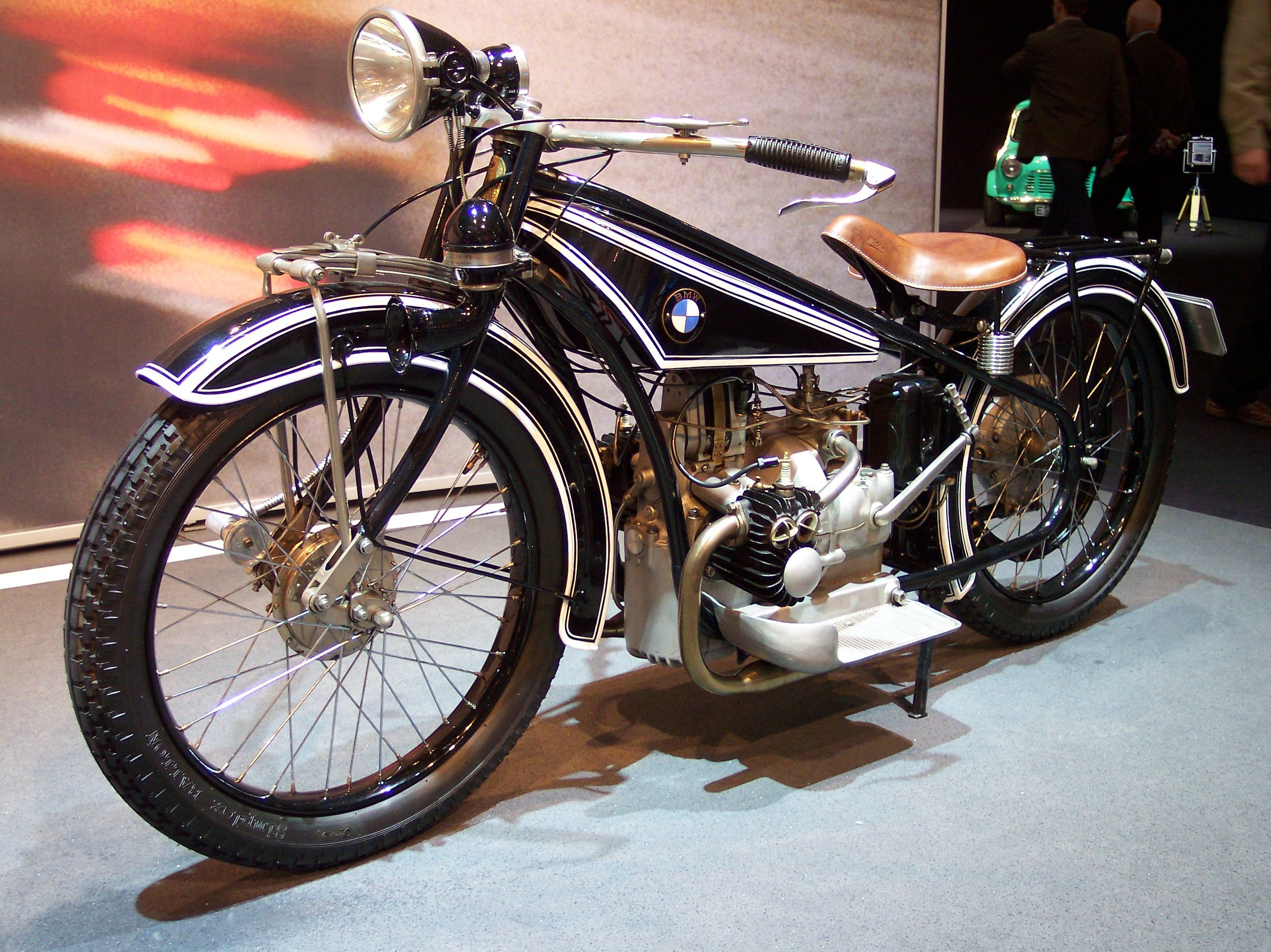
BMW R 32